# Janne Holmén
Janne Sven-Åke Holmén (ur. 26 września 1977 w Jomali) – fiński lekkoatleta specjalizujący się w biegach długodystansowych i maratońskich, dwukrotny uczestnik igrzysk olimpijskich w Atenach (2004) oraz Pekinie (2008), mistrz Europy z Monachium (2002) w biegu maratońskim.

## Sukcesy sportowe
- czterokrotny mistrz Finlandii w biegu na 10000 m – 1999, 2000, 2001, 2003[1]

| Rok  | Miasto    | Zawody                         | Konkurencja     | Wynik         |
| ---- | --------- | ------------------------------ | --------------- | ------------- |
| 1999 | Göteborg  | młodzieżowe mistrzostwa Europy | bieg na 10000 m | srebrny medal |
| 2002 | Monachium | mistrzostwa Europy             | maraton         | złoty medal   |
| 2006 | Göteborg  | mistrzostwa Europy             | maraton         | 7. miejsce    |
| 2007 | Osaka     | mistrzostwa świata             | maraton         | 9. miejsce    |

## Rekordy życiowe
- bieg na 1500 m – 3:54,21 – Maarianhamin 21/07/2001
- bieg na 3000 m – 8:04,01 – Keuruu 25/06/1999
- bieg na 5000 m – 13:35,62 – Lappeenranta 15/07/2001
- bieg na 10000 m – 28:09,94 – Turku 15/06/2003
- półmaraton – 1:02:35 – Sewilla 16/12/2007
- maraton – 2:10:46 – Rotterdam 13/04/2008

## Życie prywatne
Jego matka Nina Holmén była znaną lekkoatletką, mistrzynią Europy z 1974 w biegu na 3000 metrów.